# North Nahanni
Il North Nahanni è un fiume del Canada, lungo circa 200 chilometri. Esso nasce sui Monti Mackenzie, nei Territori del Nord-Ovest, scorre prima verso ovest, poi verso nord-ovest confluendo nel fiume Mackenzie, 110 chilometri a valle di Fort Simpson.

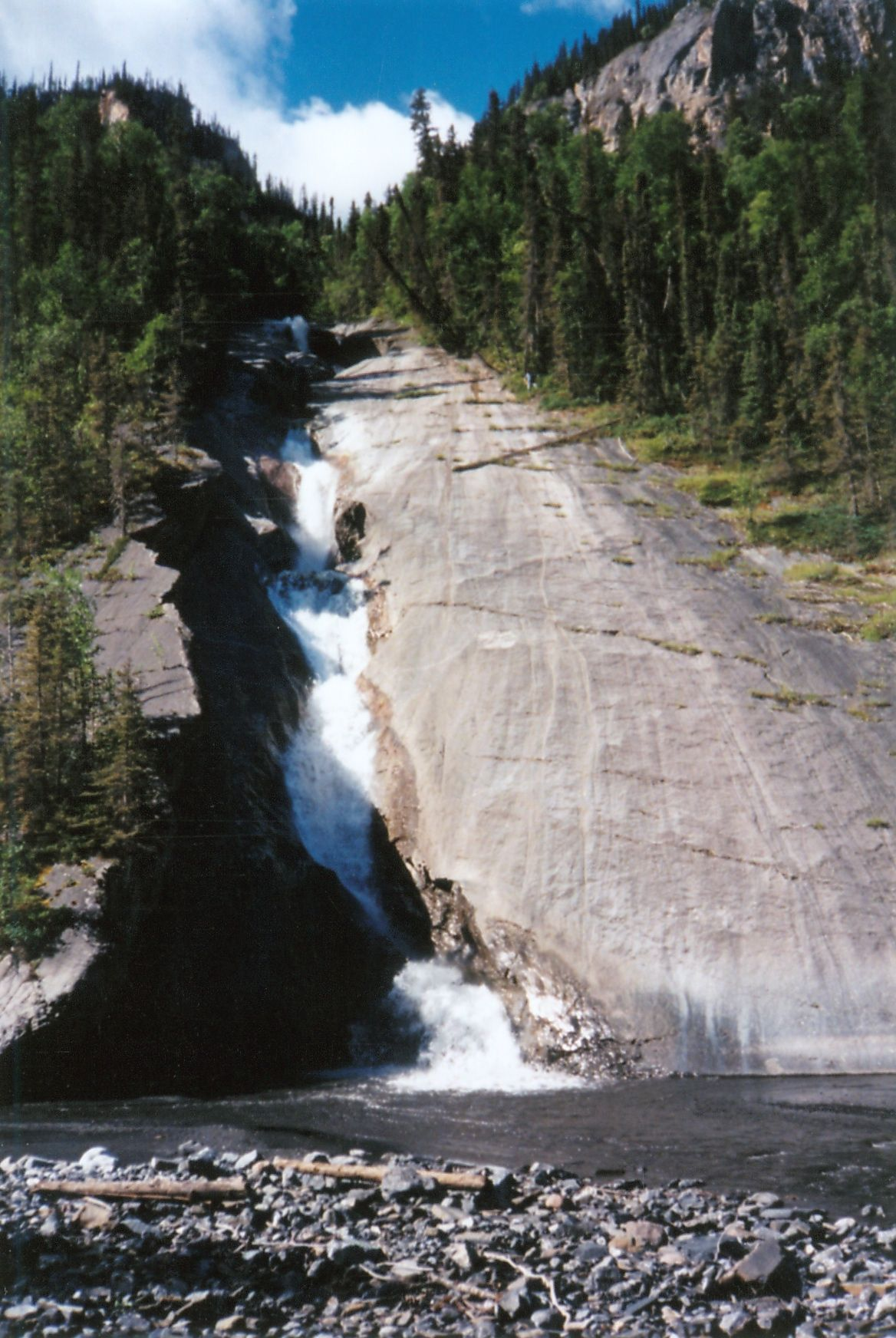
Cascatella di un torrente tributario del North Nahanni